# Polinices immaculatus
Polinices immaculatus is een slakkensoort uit de familie van de Naticidae. De wetenschappelijke naam van de soort is voor het eerst geldig gepubliceerd in 1835 door Totten.